# Abel Chivukuvuku
Abel Epalanga Chivukuvuku (Bailundo, Angola, 11 de novembre de 1957) és un polític angolès que durant més de 30 anys va ocupar posicions destacades a UNITA, però en 2012 es va escindir d'aquest partit per fundar la Convergência Ampla de Salvação em Angola (CASA CE).
Va néixer al municipi de Bailundo, província de Huambo, fill de Pedro Sanjando Chivukuvuku i Margarida Chilombo Chivukuvuku. Està casat amb Maria Vitória Chivukuvuku i té dos fills.
Durant l'última fase colonial d'Angola, va freqüentar a Nova Lisboa (avui Huambo) el Liceu Norton de Matos, que acabà el 1975. Durant la Guerra Civil angolesa, va obtenir formació en diferents àrees: Telecomunicacions i serveis d'intel·ligència militars (Alemanya), anglès (Anglaterra), relacions internacionals i administració del desenvolupament (Sud-àfrica).
Va ingressar a UNITA el 1974 i el 1979 es va integrar a les Forces Armades d'Alliberament d'Angola (FALA). Promogut a tinent, fou cap adjunt de les telecomunicacions externes del moviment, amb seu a Kinshasa. En els anys 1980, ja com a tinent coronel, fou cap adjunt dels serveis d'intel·ligència militar d'UNITA, i després fou representant d'UNITA a Portugal, al Regne Unit, a l'ONU, i als països d'Europa de l'Est. El 1992, quan va començar el multipartidisme a Angola, fou designat secretari de relacions exteriors d'UNITA, exercint també com a mandatari per a les eleccions generals d'Angola de 1992 després dels acords de Bicesse. Va ser ferit durant la massacre de Halloween i posat sota custòdia del MPLA durant un any. Després passà a ser assistent polític de Jonas Savimbi, en nom del qual va mantenir contactes amb el president d'Angola José Eduardo dos Santos. Al mateix temps, de 1997 a 1998 va exercir com a diputat líder del grup UNITA al parlament. Acabada la guerra civil en 2002, fou elegit per les funcions de secretari per a afers parlamentaris, constitucionals i electorals. A començaments de 2004 va ser membre del Parlament Panafricà per Angola.
Des de 2010 manifestà la seva insatisfacció amb la postura d'UNITA i del seu nou president, Isaías Samakuva, raó per la qual va dimitir com a membre del partit, fundant el març de 2012 el nou partit Convergência Ampla de Salvação em Angola, amb el que fou elegit diputat a les eleccions legislatives d'Angola de 2012, obtenint un total del 6% dels vots.